# Edouard De Moor
Jean François Edouard De Moor (Luxemburg, 29 mei 1821 - Brussel, 10 juni 1869) was een Belgisch volksvertegenwoordiger.

## Levensloop
De Moor was een zoon van François De Moor en van Jeanne Metz. Zijn vader was officier, hoofdingenieur van de Waterdtaat in Luxemburg, directeur van Openbare Werken in Bergen en inspecteur-generaal van Bruggen en Wegen. Hij baatte ook een zagerij uit in Neupont. Edouard De Moor trouwde met Rosine Paternostre. Volksvertegenwoordiger Charles Metz was zijn oom.
In 1854 werd hij verkozen tot liberaal volksvertegenwoordiger voor het arrondissement Neufchâteau en vervulde dit mandaat tot aan zijn dood.
Hij was ook beheerder van het discontokantoor van de Nationale Bank in Neufchâteau.